# Javi Mota
Javier Mota García (Motril, Granada, 28 de mayo de 1984) es un cantante, actor, bailarín y modelo español.

## Biografía
En 1996, con solamente 15 años, participó en la programa de televisión "Menudo Show" y dos años más tarde en el programa "Veo Veo". En 1999, presentó el programa de radio "La Mañana", un programa de música juvenil.
Sus comienzos en el mundo musical vinieron con el nacimiento del grupo musical Gypsy Teens en el año 2000, con la discográfica Universal Music Spain. Llegaron a realizar una gira por Europa y lanzaron los singles "Club Tropicana" y "Bamboleo" "2001" compaginando con el programa de televisión club megatrix.
Su gran éxito musical comercial llegó en 2007 con la música y la danza, cuando integró el grupo Banghra con Lidia Guevara y, durante algún tiempo, con Victoria Gómez. Con la compañía discográfica Vale Music, el grupo Banghra intentó reintroducir la danza del vientre. En junio de 2007, lanzó su primer álbum, La Danza del Vientre con canciones interpretadas en español y en inglés. El álbum alcanzó la posición # 1 en las listas de ventas del pop en español, vendiendo más de 150.000 discos (disco de platino). El grupo continuó su trayectoria con el álbum ... a bailar! y se disolvió a finales de 2008.

### Teatro musical
Javi Mota también ha demostrado en teatro (especialmente en musicales) un talento innato y un saber hacer sobre el escenario increíble, como en el musical “ A” DE NACHO CANO, GREASE TOUR o FLASH DANCE TOUR. Pero su verdadera vocación gira en torno a la música. Ha editado varios discos en España con la discográfica Universal Music-Spain, uno en su adolescencia con el grupo Gypsy Teens y dos álbumes con el grupo Banghra; formación que se alzó con el número 1 en ventas del país y que consiguió ser disco de platino.
En 2004 formó parte del grupo La Década Prodigiosa e interpretó el musical Flashdance con mencionado grupo.
Otra gran aventura musical fue Mecandance, un proyecto llevado de la mano de Nacho Cano (líder de Mecano) editado en España y México; que versionaba las canciones del mítico grupo español que triunfó en la década de los ochenta. Con esta formación visitó el famoso programa Mexicano “Décadas” de Televisa.

### Solitario
En 2010, Javi Mota intentó participar en el concurso de preselección española en un intento por representar a España en el Festival de la Canción de Eurovisión 2010. Presentó la canción "Amarte Hoy", escrito por Roel García y producido por Iván Vázquez, pero no clasificó.
El 14 de mayo de 2011 Javi Mota lanzó un nuevo sencillo titulado "Llevaré" (con "Producciones Victorya").
El 8 de mayo de 2012 Javi Mota lanzó un álbum en solitario Inesperado IV+I con 12 canciones. La primera canción single del álbum fue "Y qué más da"
El 17 de octubre de 2012 es seleccionado para formar parte del programa "La Voz" de Telecinco, formando parte del equipo de Melendi; siendo este el último componente de todo su equipo. A pesar de su entrada en el programa fue expulsado en la tercera fase.
En diciembre de 2014 empezó a trabajar con la Orquesta Olympus de Galicia.
En 2018 empezó a trabajar con la Orquesta Taxxara de Granada.
Sus influencias musicales son Luís Fonsi, Alejandro Sanz, Reik, Ricky Martin… pero Mota tiene su propio sello musical y le pone a sus composiciones ese aire andaluz que le caracteriza, transmitiendo sentimiento en todas sus interpretaciones.
A partir de 2019 se vuelca en su trabajo en solitario, empieza una etapa mucho más introspectiva y para ello ha estado componiendo un repertorio de temas con un estilo más auténtico y personal.
El 3 de mayo de 2019 nos presenta su nuevo sencillo Iguales, un tema con sonido urbano y aires aflamencados que nace con la vocación de concienciar sobre el acoso escolar, en colaboración con el bailaor Rafael Amargo. Una canción con más de 150.000 reproducciones en Youtube.
El 13 de diciembre de 2019 sale a la luz su segundo sencillo Valientes, una canción intimista en la que habla de superación y en ella deja su huella personal; ese aire flamenco que envuelve sus temas.
En el mes de abril en pleno confinamiento publicó su tercer single OJOS NEGROS.
El 6 de noviembre  de 2020 nos presenta su cuarto sencillo  " El despertar "
```
es un proceso de transformación interior en el
```

que empiezas a tomar conciencia de ti mismo; a mirar y a sentir la vida de otro modo; es abrir los ojos a una realidad que siempre estuvo ahí, pero
que nunca antes habías podido ver por las distorsiones de la mente. El despertar está siendo toda una revelación en las radios nacionales del País.
Actualmente Javi Mota continúa trabajando en más sencillos para poder presentarlos y que cada vez más personas puedan seguir disfrutando de ese arte que tiene al cantar. Compaginando su faceta de cantante bailarín y actor con la formación de nuevos talentos.

## Álbumes
En Banghra
| Año  | Album                | Posición en las listas |
| Año  | Album                | ESP                    |
| ---- | -------------------- | ---------------------- |
| 2008 | La Danza del Vientre | 3                      |
| 2010 | ...a bailar!         | 54                     |

En solo
| Año  | Album                                         | Posición en las listas |
| Año  | Album                                         | ESP                    |
| ---- | --------------------------------------------- | ---------------------- |
| 2012 | Inesperado IV+I Canciones: 1. "Secret" (3:34) | -                      |

### Sencillos
En Gypsy Teens
- 2000: Club Tropicana
- 2001: Bamboleo

En Banghra
- 2007: My Own Way
- 2008: Promised Land
- 2008: Una especie en extinción
- 2008: Unidos

Solo
- 2010: Amarte Hoy
- 2011: Llevaré
- 2012: Y qué más da
- 2013: Tú no me cortas las alas
- 2014: Ready to Start
- 2015: "Vivir asi" [7]
- 2016: "Agua Bendita"
- 2019: "Iguales"
- 2019: "Valientes"
- 2020: OJOS NEGROS Y "El Despertar"